# Saison 1921-1922 des Sénateurs d'Ottawa
Autres saisons
Saison précédente Saison suivante
La saison 1921-1922 de hockey sur glace est la trente-septième à laquelle participent les Sénateurs d'Ottawa.

## Classement
|                         | PJ | V  | D  | N | Pts | BP  | BC  |
| ----------------------- | -- | -- | -- | - | --- | --- | --- |
| Sénateurs d'Ottawa      | 24 | 14 | 8  | 2 | 30  | 106 | 84  |
| St. Patricks de Toronto | 24 | 13 | 10 | 1 | 27  | 98  | 97  |
| Canadiens de Montréal   | 24 | 12 | 11 | 1 | 25  | 88  | 94  |
| Tigers de Hamilton      | 24 | 7  | 17 | 0 | 14  | 88  | 105 |

## Meilleurs pointeurs
| Nom             | PJ | B  | A  | Pts | Pun |
| --------------- | -- | -- | -- | --- | --- |
| Punch Broadbent | 24 | 32 | 14 | 46  | 24  |
| Cy Denneny      | 22 | 27 | 12 | 39  | 18  |
| Buck Boucher    | 23 | 12 | 8  | 20  | 10  |
| Frank Nighbor   | 20 | 8  | 8  | 16  | 2   |
| Eddie Gerard    | 21 | 7  | 9  | 16  | 16  |

## Saison régulière

### Décembre
| No | Date        | Visiteur                | Score | Domicile              | Fiche |
| -- | ----------- | ----------------------- | ----- | --------------------- | ----- |
| 1  | 17 décembre | Sénateurs d'Ottawa      | 3-2   | Tigers de Hamilton    | 1-0-0 |
| 2  | 21 décembre | St. Patricks de Toronto | 5-4   | Sénateurs d'Ottawa    | 1-1-0 |
| 3  | 24 décembre | Canadiens de Montréal   | 0-10  | Sénateurs d'Ottawa    | 2-1-0 |
| 4  | 28 décembre | Sénateurs d'Ottawa      | 2-1   | Canadiens de Montréal | 3-1-0 |
| 5  | 31 décembre | Tigers de Hamilton      | 0-4   | Sénateurs d'Ottawa    | 4-1-0 |

### Janvier
| No | Date       | Visiteur                | Score | Domicile                | Fiche  |
| -- | ---------- | ----------------------- | ----- | ----------------------- | ------ |
| 6  | 4 janvier  | Sénateurs d'Ottawa      | 2-3   | St. Patricks de Toronto | 4-2-0  |
| 7  | 7 janvier  | Sénateurs d'Ottawa      | 4-2   | Canadiens de Montréal   | 5-2-0  |
| 8  | 11 janvier | St. Patricks de Toronto | 2-7   | Sénateurs d'Ottawa      | 6-2-0  |
| 9  | 14 janvier | Sénateurs d'Ottawa      | 5-2   | St. Patricks de Toronto | 7-2-0  |
| 10 | 18 janvier | Canadiens de Montréal   | 6-10  | Sénateurs d'Ottawa      | 8-2-0  |
| 11 | 21 janvier | Sénateurs d'Ottawa      | 6-7   | Tigers de Hamilton      | 8-3-0  |
| 12 | 25 janvier | Tigers de Hamilton      | 2-4   | Sénateurs d'Ottawa      | 9-3-0  |
| 13 | 28 janvier | Sénateurs d'Ottawa      | 2-1   | St. Patricks de Toronto | 10-3-0 |

### Février
| No | Date        | Visiteur                | Score | Domicile                | Fiche  |
| -- | ----------- | ----------------------- | ----- | ----------------------- | ------ |
| 14 | 1er février | Canadiens de Montréal   | 2-4   | Sénateurs d'Ottawa      | 11-3-0 |
| 15 | 4 février   | Tigers de Hamilton      | 6-10  | Sénateurs d'Ottawa      | 12-3-0 |
| 16 | 8 février   | Sénateurs d'Ottawa      | 1-9   | Tigers de Hamilton      | 12-4-0 |
| 17 | 11 février  | St. Patricks de Toronto | 4-4   | Sénateurs d'Ottawa      | 12-4-1 |
| 18 | 15 février  | Sénateurs d'Ottawa      | 6-6   | Canadiens de Montréal   | 12-4-2 |
| 19 | 18 février  | Sénateurs d'Ottawa      | 4-2   | Tigers de Hamilton      | 13-4-2 |
| 20 | 22 février  | Canadiens de Montréal   | 3-4   | Sénateurs d'Ottawa      | 14-4-2 |
| 21 | 25 février  | Sénateurs d'Ottawa      | 5-7   | St. Patricks de Toronto | 14-5-2 |

### Mars
| No | Date     | Visiteur                | Score | Domicile              | Fiche  |
| -- | -------- | ----------------------- | ----- | --------------------- | ------ |
| 22 | 1er mars | St. Patricks de Toronto | 3-2   | Sénateurs d'Ottawa    | 14-6-2 |
| 23 | 4 mars   | Sénateurs d'Ottawa      | 1-2   | Canadiens de Montréal | 14-7-2 |
| 24 | 8 mars   | Tigers de Hamilton      | 7-2   | Sénateurs d'Ottawa    | 14-8-2 |